# Giải vô địch thế giới Liên Minh Huyền Thoại 2019
Giải vô địch thế giới Liên Minh Huyền Thoại 2019 (tiếng Anh: 2019 League of Legends World Championship) là Giải vô địch thế giới lần thứ 9 của Liên Minh Huyền Thoại. Giải đấu diễn ra từ ngày 2 tháng 10 cho đến 10 tháng 11 năm 2019 tại 3 thành phố thuộc 3 quốc gia ở Châu Âu: Berlin (Đức), Madrid (Tây Ban Nha) và Paris (Pháp). 24 đội tuyển mạnh nhất từ khắp các khu vực trên thế giới quy tụ lại để tranh nhau chiếc cúp danh giá - Summoner's Cup và chức vô địch của giải đấu Liên Minh Huyền Thoại lớn nhất hành tinh.
Giải đấu được chia thành 3 giai đoạn: vòng khởi động, vòng bảng và vòng loại trực tiếp. Trong số 24 đội tham dự, 12 đội sẽ phải thi đấu tại vòng khởi động để chọn ra 4 đội cùng với 12 đội còn lại góp mặt tại vòng bảng của Sự kiện chính.
Invictus Gaming (Trung Quốc) là nhà Đương kim vô địch nhưng đã bị loại bởi nhà vô địch tương lai FunPlus Phoenix ở bán kết với tỉ số 3-1. FPX trở thành tân vương CKTG sau khi đánh bại nhà vô địch LEC G2 Esports 3-0 ở trận Chung Kết để đem về chức vô địch CKTG thứ 2 liên tiếp cho khu vực LPL (Trung Quốc). Gao "Tian" Tian-Liang được vinh danh là người chơi xuất sắc nhất trận Chung Kết (FMVP).

## Các điểm thay đổi

### Thay đổi chính
- Dựa trên kết quả của 2 giải đấu MSI và Giải vô địch thế giới trong năm 2018, đội hạt giống số 3 của Khu vực Trung Quốc (LPL) sẽ bắt đầu thi đấu tại vòng bảng của Sự kiện chính thay cho đội hạt giống số 3 của Khu vực Hàn Quốc (LCK) - giờ đây sẽ phải bắt đầu thi đấu tại vòng khởi động.
- Khu vực Việt Nam (VCS) năm nay sẽ có 2 đại diện tham dự Giải vô địch thế giới [!4] do trước đó, tại MSI 2019 đại diện của Việt Nam (Phong Vũ Buffalo) là đội có thành tích tốt nhất trong Giai đoạn khởi động.
- Đội hạt giống số 1 của khu vực Bắc Mỹ (LCS) đã được xếp lên nhóm hạt giống số 1 của giải đấu thay cho đội hạt giống số 1 của khu vực Đài Loan/Hồng Kông/Ma Cao (LMS) - đã được xếp xuống nhóm hạt giống số 2.
- Tại giải đấu năm nay, mỗi đội tuyển tham dự sẽ được đăng ký tối đa 7 thành viên (5 thi đấu chính & 2 dự bị) - thay vì 6 (5 thi đấu chính & 1 dự bị) như các năm trước.

### Thay đổi liên quan
- 2 khu vực Bắc Mỹ Latinh -  Latin America North League (LLN) và Nam Mỹ Latinh - Latin America South Cup (CLS) đã hợp nhất thành khu vực Mỹ Latinh - Latin America League (LLA).
- Giải vô địch Liên Minh Huyền Thoại khu vực Châu Âu - European League of Legends Championship Series (EU LCS) đã được đổi tên thành League of Legends European Championship (LEC).
- Giải vô địch Liên Minh Huyền Thoại khu vực Bắc Mỹ - North America League of Legends Championship Series (NA LCS) đã được đổi tên thành League of Legends Championship Series (LCS).
- Giải vô địch Liên Minh Huyền Thoại khu vực Đông Nam Á - SEA Tour (SEA) đã được đổi tên thành League of Legends SEA Tour (LST).

## Thời gian, địa điểm
| Berlin, Đức    | Berlin, Đức    | Berlin, Đức                 | Berlin, Đức      | Madrid, Tây Ban Nha | Madrid, Tây Ban Nha | Paris, Pháp       |
| Berlin         | Berlin         | Berlin                      | Berlin           | Madrid              | Madrid              | Paris             |
| -------------- | -------------- | --------------------------- | ---------------- | ------------------- | ------------------- | ----------------- |
| LEC Studio     | LEC Studio     |                             | Verti Music Hall | Palacio Vistalegre  | Palacio Vistalegre  | AccorHotels Arena |
| Vòng khởi động | Vòng khởi động | Vòng bảng                   | Vòng loại        | Vòng loại           | Vòng loại           |                   |
| Vòng 1         | Vòng 2         | Vòng bảng                   | Tứ kết           | Bán kết             | Chung kết           |                   |
| 2/10 – 5/10    | 7/10 – 8/10    | 12/10 – 15/10 17/10 – 20/10 | 26/10 – 27/10    | 2/11 – 3/11         | 10/11               |                   |

## Điều kiện tham dự
- Hạt giống số 1:
  - Vô địch khu vực mùa hè 2019[!1]
- Hạt giống số 2:
  - Điểm tích lũy cả 2 mùa giải khu vực trong năm 2019 (mùa xuân & mùa hè) cao nhất[!2]
  - Vô địch vòng loại khu vực (đối với LEC)
  - Á quân khu vực mùa hè (đối với VCS)
- Hạt giống số 3:
  - Vô địch vòng loại khu vực[!3]
  - Á quân vòng loại khu vực (đối với LEC)

### Các đội đủ điều kiện
| Khu vực                             | Giải đấu khu vực                    | Điều kiện                           | Đội                                 | ID                                  | Hạt giống                           | Nhóm hạt giống                      |
| Bắt đầu ở vòng bảng - Sự kiện chính | Bắt đầu ở vòng bảng - Sự kiện chính | Bắt đầu ở vòng bảng - Sự kiện chính | Bắt đầu ở vòng bảng - Sự kiện chính | Bắt đầu ở vòng bảng - Sự kiện chính | Bắt đầu ở vòng bảng - Sự kiện chính | Bắt đầu ở vòng bảng - Sự kiện chính |
| ----------------------------------- | ----------------------------------- | ----------------------------------- | ----------------------------------- | ----------------------------------- | ----------------------------------- | ----------------------------------- |
| Trung Quốc                          | LPL[LPL]                            | Vô địch LPL mùa hè                  | FunPlus Phoenix                     | FPX                                 | 1                                   | 1                                   |
| Trung Quốc                          | LPL[LPL]                            | Điểm tích lũy cao nhất              | Royal Never Give Up                 | RNG                                 | 2                                   | 2                                   |
| Trung Quốc                          | LPL[LPL]                            | Vô địch vòng loại khu vực           | Invictus Gaming                     | IG                                  | 3                                   | 2                                   |
| Hàn Quốc                            | LCK[LCK]                            | Vô địch LCK mùa hè                  | SK Telecom T1                       | SKT                                 | 1                                   | 1                                   |
| Hàn Quốc                            | LCK[LCK]                            | Điểm tích lũy cao nhất              | Griffin                             | GRF                                 | 2                                   | 2                                   |
| Châu Âu                             | LEC[LEC]                            | Vô địch LEC mùa hè                  | G2 Esports                          | G2                                  | 1                                   | 1                                   |
| Châu Âu                             | LEC[LEC]                            | Vô địch vòng loại khu vực           | Fnatic                              | FNC                                 | 2                                   | 2                                   |
| Bắc Mỹ                              | LCS[LCS]                            | Vô địch LCS mùa hè                  | Team Liquid                         | TL                                  | 1                                   | 1                                   |
| Bắc Mỹ                              | LCS[LCS]                            | Điểm tích lũy cao nhất              | Cloud9                              | C9                                  | 2                                   | 2                                   |
| TW/HK/MO                            | LMS[LMS]                            | Vô địch LMS mùa hè                  | J Team                              | JT                                  | 1                                   | 2                                   |
| TW/HK/MO                            | LMS[LMS]                            | Điểm tích lũy cao nhất              | ahq eSports Club                    | AHQ                                 | 2                                   | 2                                   |
| Việt Nam                            | VCS[VCS]                            | Vô địch VCS mùa hè                  | GAM Esports                         | GAM                                 | 1                                   | 2                                   |
| Bắt đầu ở vòng 1 - Vòng khởi động   |                                     |                                     |                                     |                                     |                                     |                                     |
| Châu Âu                             | LEC[LEC]                            | Á quân vòng loại khu vực            | Splyce                              | SPY                                 | 3                                   | 1                                   |
| Hàn Quốc                            | LCK[LCK]                            | Vô địch vòng loại khu vực           | DAMWON Gaming                       | DWG                                 | 3                                   | 1                                   |
| Bắc Mỹ                              | LCS[LCS]                            | Vô địch vòng loại khu vực           | Clutch Gaming                       | CG                                  | 3                                   | 1                                   |
| TW/HK/MO                            | LMS[LMS]                            | Vô địch vòng loại khu vực           | Hong Kong Attitude                  | HKA                                 | 3                                   | 1                                   |
| Việt Nam                            | VCS[VCS]                            | Á quân VCS mùa hè                   | Lowkey Esports                      | LK                                  | 2                                   | 2                                   |
| CIS                                 | LCL[LCL]                            | Vô địch khu vực mùa hè              | Unicorns of Love                    | UOL                                 | 1[!5]                               | 2                                   |
| Mỹ Latinh                           | LLA[LLA]                            | Vô địch khu vực mùa hè              | Isurus Gaming                       | ISG                                 | 1[!5]                               | 2                                   |
| Thổ Nhĩ Kỳ                          | TCL[TCL]                            | Vô địch khu vực mùa hè              | Royal Youth                         | RYL                                 | 1[!5]                               | 2                                   |
| Brazil                              | CBLOL[CBLOL]                        | Vô địch khu vực mùa hè              | Flamengo eSports                    | FLA                                 | 1[!5]                               | 3                                   |
| Nhật Bản                            | LJL[LJL]                            | Vô địch khu vực mùa hè              | DetonatioN FocusMe                  | DFM                                 | 1[!5]                               | 3                                   |
| Châu Đại Dương                      | OPL[OPL]                            | Vô địch khu vực mùa hè              | MAMMOTH                             | MMM                                 | 1[!5]                               | 3                                   |
| Đông Nam Á                          | LST[LST]                            | Vô địch khu vực mùa hè              | MEGA Esports                        | MG                                  | 1[!5]                               | 3                                   |

## Vòng khởi động
- Địa điểm: LEC Studio, Berlin, Đức.

### Vòng 1
- Thời gian: 2 - 5/10, bắt đầu từ 18:00 (UTC+7).
- Thể thức bốc thăm chia bảng:
  - 12 đội được bốc ngẫu nhiên chia đều 4 bảng (A, B, C, D), mỗi bảng 3 đội.
- Thể thức thi đấu:
  - Vòng tròn tính điểm 2 lượt, tất cả các trận đấu đều là Bo1 (Best of one - Thắng trước 1 trận).
  - Nếu các đội có cùng hệ số thắng-thua và kết quả đối đầu, họ sẽ thi đấu thêm trận tiebreak để phân vị trí trong bảng.
  - 2 đội đầu bảng sẽ đi tiếp đến vòng 2 - Vòng khởi động, đội cuối bảng bị loại (áp dụng cho tất cả các bảng).

#### Bảng A
| A | Đội              | ID  |       | T     | B   | Tỉ lệ   |  | Kết quả |
| 1 | Clutch Gaming    | CG  | 2 - 2 | 2 - 2 | 50% | Vòng 2  |  |         |
| 2 | Unicorns Of Love | UOL | 2 - 2 | 2 - 2 | 50% | Vòng 2  |  |         |
| 3 | MAMMOTH          | MMM | 2 - 2 | 2 - 2 | 50% | Bị loại |  |         |

#### Bảng B
| B | Đội                | ID  |       | T     | B   | Tỉ lệ   |  | Kết quả |
| 1 | Splyce             | SPY | 3 - 1 | 3 - 1 | 75% | Vòng 2  |  |         |
| 2 | Isurus Gaming      | ISG | 2 - 2 | 2 - 2 | 50% | Vòng 2  |  |         |
| 3 | DetonatioN FocusMe | DFM | 1 - 3 | 1 - 3 | 25% | Bị loại |  |         |

#### Bảng C
| C | Đội                | ID  |       | T     | B   | Tỉ lệ   |  | Kết quả |
| 1 | Hong Kong Attitude | HKA | 3 - 1 | 3 - 1 | 75% | Vòng 2  |  |         |
| 2 | Lowkey Esports     | LK  | 2 - 2 | 2 - 2 | 50% | Vòng 2  |  |         |
| 3 | MEGA Esports       | MG  | 1 - 3 | 1 - 3 | 25% | Bị loại |  |         |

#### Bảng D
| D | Đội              | ID  |       | T     | B    | Tỉ lệ   |  | Kết quả |
| 1 | DAMWON Gaming    | DWG | 4 - 0 | 4 - 0 | 100% | Vòng 2  |  |         |
| 2 | Royal Youth      | RYL | 1 - 3 | 1 - 3 | 25%  | Vòng 2  |  |         |
| 3 | Flamengo eSports | FLA | 1 - 3 | 1 - 3 | 25%  | Bị loại |  |         |

### Vòng 2
- Thời gian: 7 - 8/10, bắt đầu từ 18:00 (UTC+7).
- Thể thức chia cặp:
  - 8 đội được bốc thăm ngẫu nhiên chia thành 4 cặp đấu.
  - Đội đầu bảng sẽ gặp đội nhì bảng của bảng khác.
- Thể thức thi đấu:
  - Tất cả các trận đấu đều là loại trực tiếp & Bo5 (Best of five - Thắng trước 3/5 trận).
  - 4 đội chiến thắng sẽ tiến vào vòng bảng - Sự kiện chính.

|  |                |                |                |               |  |                       |                       |                       |
|  | Loại trực tiếp | Loại trực tiếp | Loại trực tiếp |               |  | Đi tiếp vào vòng bảng | Đi tiếp vào vòng bảng | Đi tiếp vào vòng bảng |
|  |                |                |                |               |  |                       |                       |                       |
|  |                |                |                |               |  |                       |                       |                       |
|  |                |                |                |               |  |                       |                       |                       |
|  |                |                |                |               |  |                       |                       |                       |
|  | D1             | DAMWON Gaming  | 3              |               |  |                       |                       |                       |
|  | D1             | DAMWON Gaming  | 3              | DAMWON Gaming |  |                       |                       |                       |
|  | C2             | Lowkey Esports | 1              |               |  |                       |                       |                       |
|  | C2             | Lowkey Esports | 1              |               |  |                       |                       |                       |

|  |    |               |   |               |  |  |  |  |
|  |    |               |   |               |  |  |  |  |
|  |    |               |   |               |  |  |  |  |
|  |    |               |   |               |  |  |  |  |
|  |    |               |   |               |  |  |  |  |
|  | A1 | Clutch Gaming | 3 |               |  |  |  |  |
|  | A1 | Clutch Gaming | 3 | Clutch Gaming |  |  |  |  |
|  | D2 | Royal Youth   | 0 |               |  |  |  |  |
|  | D2 | Royal Youth   | 0 |               |  |  |  |  |

|  |    |                    |   |                    |  |  |  |  |
|  |    |                    |   |                    |  |  |  |  |
|  |    |                    |   |                    |  |  |  |  |
|  |    |                    |   |                    |  |  |  |  |
|  |    |                    |   |                    |  |  |  |  |
|  | C1 | Hong Kong Attitude | 3 |                    |  |  |  |  |
|  | C1 | Hong Kong Attitude | 3 | Hong Kong Attitude |  |  |  |  |
|  | B2 | Isurus Gaming      | 1 |                    |  |  |  |  |
|  | B2 | Isurus Gaming      | 1 |                    |  |  |  |  |

|  |    |                  |   |        |  |  |  |  |
|  |    |                  |   |        |  |  |  |  |
|  |    |                  |   |        |  |  |  |  |
|  |    |                  |   |        |  |  |  |  |
|  |    |                  |   |        |  |  |  |  |
|  | B1 | Splyce           | 3 |        |  |  |  |  |
|  | B1 | Splyce           | 3 | Splyce |  |  |  |  |
|  | A2 | Unicorns Of Love | 2 |        |  |  |  |  |
|  | A2 | Unicorns Of Love | 2 |        |  |  |  |  |

## Vòng bảng
- Địa điểm: Verti Music Hall, Berlin, Đức
- Thời gian:
  - Lượt đi: 12 - 15/10, bắt đầu từ 19:00 (UTC+7).
  - Lượt về: 17 - 20/10, bắt đầu từ 20:00 (UTC+7).
- Thể thức bốc thăm chia bảng:
  - 16 đội được bốc ngẫu nhiên chia đều 4 bảng (A, B, C, D), mỗi bảng 4 đội.
  - Các đội cùng 1 khu vực không thể cùng chung 1 bảng.
- Thể thức thi đấu:
  - Vòng tròn tính điểm 2 lượt, tất cả các trận đấu đều là Bo1 (Best of one - Thắng trước 1 trận).
  - Nếu các đội có cùng hệ số Thắng-Thua và kết quả đối đầu, họ sẽ thi đấu thêm trận tiebreak để phân vị trí trong bảng.
  - 2 đội đầu bảng sẽ đi tiếp vào vòng loại, 2 đội cuối bảng bị loại (áp dụng cho tất cả các bảng).

#### Bảng A
| A | Đội                | ID  |       | T     | B     | Tỉ lệ   |  | Kết quả |
| 1 | Griffin            | GRF | 5 - 1 | 5 - 1 | 83,3% | Tứ kết  |  |         |
| 2 | G2 Esports         | G2  | 5 - 1 | 5 - 1 | 83,3% | Tứ kết  |  |         |
| 3 | Cloud9             | 'C9 | 2 - 4 | 2 - 4 | 33,3% | Bị loại |  |         |
| 4 | Hong Kong Attitude | HKA | 0 - 6 | 0 - 6 | 0%    | Bị loại |  |         |

#### Bảng B
| B | Đội             | ID  |       | T     | B     | Tỉ lệ   |  | Kết quả |
| 1 | FunPlus Phoenix | FPX | 4 - 2 | 4 - 2 | 66,6% | Tứ kết  |  |         |
| 2 | Splyce          | SPY | 4 - 2 | 4 - 2 | 66,6% | Tứ kết  |  |         |
| 3 | J Team          | JT  | 3 - 3 | 3 - 3 | 50%   | Bị loại |  |         |
| 4 | GAM Esports     | GAM | 1 - 5 | 1 - 5 | 16,6% | Bị loại |  |         |

#### Bảng C
| C | Đội                 | ID  |       | T     | B     | Tỉ lệ   |  | Kết quả |
| 1 | SK Telecom T1       | SKT | 5 - 1 | 5 - 1 | 83,3% | Tứ kết  |  |         |
| 2 | Fnatic              | FNC | 4 - 2 | 4 - 2 | 66,6% | Tứ kết  |  |         |
| 3 | Royal Never Give Up | RNG | 3 - 3 | 3 - 3 | 50%   | Bị loại |  |         |
| 4 | Clutch Gaming       | CG  | 0 - 6 | 0 - 6 | 0%    | Bị loại |  |         |

#### Bảng D
| D | Đội              | ID  |       | T     | B     | Tỉ lệ   |  | Kết quả |
| 1 | DAMWON Gaming    | DWG | 5 - 1 | 5 - 1 | 83,3% | Tứ kết  |  |         |
| 2 | Invictus Gaming  | IG  | 4 - 2 | 4 - 2 | 66,6% | Tứ kết  |  |         |
| 3 | Team Liquid      | TL  | 3 - 3 | 3 - 3 | 50%   | Bị loại |  |         |
| 4 | ahq eSports Club | AHQ | 0 - 6 | 0 - 6 | 0%    | Bị loại |  |         |

## Vòng loại
- Thể thức chia cặp:
  - 8 đội được bốc thăm ngẫu nhiên chia thành 4 cặp đấu trên 2 nhánh.
  - Đội đầu bảng sẽ gặp đội nhì bảng của bảng khác.
  - Các đội của cùng một bảng sẽ ở 2 nhánh khác nhau (không thể gặp nhau cho đến trận chung kết).
- Thể thức thi đấu:
  - Tất cả các trận đấu đều là Loại trực tiếp & Bo5 (Best of five - Thắng trước 3/5 trận).
  - Đội chiến thắng sẽ đi tiếp vào vòng loại tiếp theo, đội thua bị loại ngay lập tức.

|  | Tứ kết | Tứ kết          | Tứ kết |                 |     | Bán kết         | Bán kết | Bán kết |  |  | Chung kết | Chung kết | Chung kết |  |
|  |        |                 |        |                 |     |                 |         |         |  |  |           |           |           |  |
|  | LCK    | DAMWON Gaming   | 1      |                 |     |                 |         |         |  |  |           |           |           |  |
|  | LCK    | DAMWON Gaming   | 1      |                 |     |                 |         |         |  |  |           |           |           |  |
|  | LEC    | G2 Esports      | 3      |                 |     |                 |         |         |  |  |           |           |           |  |
|  | LEC    | G2 Esports      | 3      |                 | LEC | G2 Esports      | 3       |         |  |  |           |           |           |  |
|  |        |                 |        |                 | LEC | G2 Esports      | 3       |         |  |  |           |           |           |  |
|  |        |                 | LCK    | SK Telecom T1   | 1   |                 |         |         |  |  |           |           |           |  |
|  | LCK    | SK Telecom T1   | LCK    | SK Telecom T1   | 1   | 3               |         |         |  |  |           |           |           |  |
|  | LCK    | SK Telecom T1   |        |                 |     |                 |         |         |  |  |           |           |           |  |
|  | LEC    | Splyce          | 1      |                 |     |                 |         |         |  |  |           |           |           |  |
|  | LEC    | Splyce          | 1      |                 | LEC | G2 Esports      | 0       |         |  |  |           |           |           |  |
|  |        |                 |        |                 |     |                 |         |         |  |  |           |           |           |  |
|  |        |                 | LPL    | FunPlus Phoenix | 3   |                 |         |         |  |  |           |           |           |  |
|  | LCK    | Griffin         | LPL    | FunPlus Phoenix | 3   | 1               |         |         |  |  |           |           |           |  |
|  | LCK    | Griffin         |        |                 |     |                 |         |         |  |  |           |           |           |  |
|  | LPL    | Invictus Gaming | 3      |                 |     |                 |         |         |  |  |           |           |           |  |
|  | LPL    | Invictus Gaming | 3      |                 | LPL | Invictus Gaming | 1       |         |  |  |           |           |           |  |
|  |        |                 |        |                 | LPL | Invictus Gaming | 1       |         |  |  |           |           |           |  |
|  |        |                 | LPL    | FunPlus Phoenix | 3   |                 |         |         |  |  |           |           |           |  |
|  | LPL    | FunPlus Phoenix | LPL    | FunPlus Phoenix | 3   | 3               |         |         |  |  |           |           |           |  |
|  | LPL    | FunPlus Phoenix |        |                 |     |                 |         |         |  |  |           |           |           |  |
|  | LEC    | Fnatic          | 1      |                 |     |                 |         |         |  |  |           |           |           |  |

## Thứ hạng chung cuộc

### Danh hiệu
|                                             |
| F.MVP FunPlus Phoenix Gao "Tian" Tian-Liang |

|                                                              |
| 20 19 · Vô địch · LPL · FunPlus Phoenix Vô địch lần đầu tiên |
|                                                              |

|                       |
| Á quân LEC G2 Esports |

### Xếp hạng đội tuyển
- Lưu ý: Không bao gồm các trận tiebreak.

| Xếp hạng  | Khu vực | Đội                 | Vòng 1 | Vòng 2 | Vòng bảng | Tứ kết | Bán kết | Chung kết | USD | %     |
| --------- | ------- | ------------------- | ------ | ------ | --------- | ------ | ------- | --------- | --- | ----- |
| 1st       | LPL     | FunPlus Phoenix     | -      | -      | 4 - 2     | 3 - 1  | 3 - 1   | 3 - 0     |     | 37,50 |
| 2nd       | LEC     | G2 Esports          | -      | -      | 5 - 1     | 3 - 1  | 3 - 1   | 0 - 3     |     | 13,50 |
| 3rd-4th   | LPL     | Invictus Gaming     | -      | -      | 4 - 2     | 3 - 1  | 1 - 3   |           |     | 7,00  |
| 3rd-4th   | LCK     | SK Telecom T1       | -      | -      | 5 - 1     | 3 - 1  | 1 - 3   |           |     | 7,00  |
| 5th-8th   | LCK     | Griffin             | -      | -      | 5 - 1     | 1 - 3  |         |           |     | 4,00  |
| 5th-8th   | LCK     | DAMWON Gaming       | -      | -      | 5 - 1     | 1 - 3  |         |           |     | 4,00  |
| 5th-8th   | LEC     | Fnatic              | -      | -      | 4 - 2     | 1 - 3  |         |           |     | 4,00  |
| 5th-8th   | LEC     | Splyce              | 3 - 1  | 3 - 2  | 4 - 2     | 1 - 3  |         |           |     | 4,00  |
| 9th-12th  | LMS     | J Team              | -      | -      | 3 - 3     |        |         |           |     | 2,25  |
| 9th-12th  | LPL     | Royal Never Give Up | -      | -      | 3 - 3     |        |         |           |     | 2,25  |
| 9th-12th  | LCS     | Team Liquid         | -      | -      | 3 - 3     |        |         |           |     | 2,25  |
| 9th-12th  | LCS     | Cloud9              | -      | -      | 2 - 4     |        |         |           |     | 2,25  |
| 13th-16th | VCS     | GAM Esports         | -      | -      | 1 - 5     |        | 1,25    |           |     |       |
| 13th-16th | LMS     | Hong Kong Attitude  | 3 - 1  | 3 - 1  | 0 - 6     |        | 1,25    |           |     |       |
| 13th-16th | LCS     | Clutch Gaming       | 2 - 2  | 3 - 0  | 0 - 6     |        | 1,25    |           |     |       |
| 13th-16th | LMS     | ahq eSports Club    | -      | -      | 0 - 6     |        | 1,25    |           |     |       |
| 17th-20th | LCL     | Unicorns of Love    | 2 - 2  | 2 - 3  |           |        |         |           |     | 0,75  |
| 17th-20th | VCS     | Lowkey Esports      | 2 - 2  | 1 - 3  |           |        |         |           |     | 0,75  |
| 17th-20th | LLA     | Isurus Gaming       | 2 - 2  | 1 - 3  |           |        |         |           |     | 0,75  |
| 17th-20th | TCL     | Royal Youth         | 1 - 3  | 0 - 3  |           |        |         |           |     | 0,75  |
| 21st-24th | OPL     | MAMMOTH             | 2 - 2  |        |           |        |         |           |     | 0,50  |
| 21st-24th | LJL     | DetonatioN FocusMe  | 1 - 3  |        |           |        |         |           |     | 0,50  |
| 21st-24th | LST     | MEGA Esports        | 1 - 3  |        |           |        |         |           |     | 0,50  |
| 21st-24th | CBLOL   | Flamengo eSports    | 1 - 3  |        |           |        |         |           |     | 0,50  |
| 1st-24th  | 13 Kv   | 24 Đội              | Bo1 x4 | Bo5 x1 | Bo1 x6    | Bo5 x1 | Bo5 x1  | Bo5 x1    |     | 100%  |

### Xếp hạng khu vực
- Lưu ý:
  - Tỷ lệ thắng được xác định dựa trên số trận thắng so với tổng số trận đã thi đấu.
  - Chiến thắng trong giai đoạn các vòng loại[?] được ưu tiên.
  - Không bao gồm các trận tiebreak.

| Xếp hạng | Khu vực        | Giải đấu | Đội       | Vòng Khởi Động     | Vòng Khởi Động    | Vòng Bảng            | Vòng Loại         | Vòng Loại         | Vòng Loại         |
| Xếp hạng | Khu vực        | Giải đấu | Đội       | Vòng 1             | Vòng 2            | Vòng Bảng            | Tứ kết            | Bán kết           | Chung kết         |
| -------- | -------------- | -------- | --------- | ------------------ | ----------------- | -------------------- | ----------------- | ----------------- | ----------------- |
| 1st      | Trung Quốc     | LPL      | 3 VB      | -                  | -                 | 3 Đội 11T-7B (61,1%) | 2 Đội 6T-2B (Bo5) | 2 Đội 4T-4B (Bo5) | 1 Đội 3T-0B (Bo5) |
| 2nd      | Châu Âu        | LEC      | 2 VB+1 KĐ | 1 Đội 3T-1B (75%)  | 1 Đội 3T-2B (Bo5) | 3 Đội 13T-5B (72,2%) | 3 Đội 5T-7B (Bo5) | 1 Đội 3T-1B (Bo5) | 1 Đội 0T-3B (Bo5) |
| 3rd      | Hàn Quốc       | LCK      | 2 VB+1 KĐ | 1 Đội 4T-0B (100%) | 1 Đội 3T-1B (Bo5) | 3 Đội 15T-3B (83,3%) | 3 Đội 5T-7B (Bo5) | 1 Đội 1T-3B (Bo5) |                   |
| 4th      | Bắc Mỹ         | LCS      | 2 VB+1 KĐ | 1 Đội 2T-2B (50%)  | 1 Đội 3T-0B (Bo5) | 3 Đội 5T-13B (27,7%) |                   |                   |                   |
| 5th      | TW/HK/MO       | LMS      | 2 VB+1 KĐ | 1 Đội 3T-1B (75%)  | 1 Đội 3T-1B (Bo5) | 3 Đội 3T-15B (16,6%) |                   |                   |                   |
| 6th      | Việt Nam       | VCS      | 1 VB+1 KĐ | 1 Đội 2T-2B (50%)  | 1 Đội 1T-3B (Bo5) | 1 Đội 1T-5B (16,6%)  |                   |                   |                   |
| 7th      | CIS            | LCL      | 1 KĐ      | 1 Đội 2T-2B (50%)  | 1 Đội 2T-3B (Bo5) |                      |                   |                   |                   |
| 8th      | Mỹ Latinh      | LLA      | 1 KĐ      | 1 Đội 2T-2B (50%)  | 1 Đội 1T-3B (Bo5) |                      |                   |                   |                   |
| 9th      | Thổ Nhĩ Kỳ     | TCL      | 1 KĐ      | 1 Đội 1T-3B (25%)  | 1 Đội 0T-3B (Bo5) |                      |                   |                   |                   |
| 10th     | Châu Đại Dương | OPL      | 1 KĐ      | 1 Đội 2T-2B (50%)  |                   |                      |                   |                   |                   |
| 11th     | Brazil         | CBLOL    | 1 KĐ      | 1 Đội 1T-3B (25%)  |                   |                      |                   |                   |                   |
| 12th     | Nhật Bản       | LJL      | 1 KĐ      | 1 Đội 1T-3B (25%)  |                   |                      |                   |                   |                   |
| 13th     | Đông Nam Á     | LST      | 1 KĐ      | 1 Đội 1T-3B (25%)  |                   |                      |                   |                   |                   |